# Lachenalia pustulata
Lachenalia pustulata är en sparrisväxtart som beskrevs av Nikolaus Joseph von Jacquin. Lachenalia pustulata ingår i släktet Lachenalia och familjen sparrisväxter. Inga underarter finns listade i Catalogue of Life.